# Rio Drwęca
O rio Drwęca (em alemão: Drewenz) é um rio no norte da Polônia e um afluente da margem direita do rio Vístula (perto de Toruń, formando parte da fronteira administrativa da cidade). Tem um comprimento de 207 km (é o 17º rio mais longo da Polônia) e a área de sua bacia hidrográfica é de 5.536 km² (toda na Polônia). Nasce nas encostas das montanhas a leste de Dylewska Góra, a uma altura de 191 m acima do nível do mar. Corre no sentido sudoeste em direção ao rio Vístula.
O rio Drwęca tem uma ligação artificial com a lagoa do Vístula através do canal de Elbląg.

## Cidades às margens do Drwęca
- Ostróda
- Nowe Miasto Lubawskie
- Brodnica
- Golub-Dobrzyń
- Toruń

Principais cidades situadas na bacia hidrográfica do Drwęca:
- Iława
- Lubawa
- Lidzbark
- Rypin
- Wąbrzeźno
- Kowalewo Pomorskie
- Toruń